# Zachariasz (prawosławny patriarcha Antiochii)
Zachariasz – chalcedoński patriarcha Antiochii w latach 890–902.